# 谢立惠
谢立惠（1907年4月23日—1997年7月），曾用名谢柳民、谢伯坚，男，安徽无为人，中国电子学家、教育家，中国科普事业先驱，西南师范大学的创建人，电子科技大学的重要奠基人。第一、第二、第三届全国人大代表。第五届全国政协委员，第六、七届全国政协常委。

## 生平
祖母是小学校长。其父谢家鸿，字季翔，毕业于日本早稻田大学政治系，和弟弟谢家鹄是安徽最早的留日学生。两人也是安徽最早的同盟会员之一，在辛亥革命前曾多次策动起义，在辛亥革命中参加革命军驱逐清朝大员朱家宝，完成了光复安徽的使命。此后弃武从文，出面筹组江淮大学，后因不支持曹锟贿选，躲进了上海法租界，结果染上伤寒，病死异乡。
谢立惠是谢家鸿的长子。其母是民国第一任安徽都督柏文蔚的女儿。谢家鸿和谢家鹄兄弟有五个儿子，二弟谢立彰，三弟谢立明，四弟谢立和。
7岁入私塾，13岁插班考入芜湖南岸小学高年级。1921年考入南京高等师范学校附中，1927年9月考入中央大学数学系，二年级转入物理系。1928年在校加入“中华自然科学社”，开始从事科普活动，担任第二届社长及多届理事。1928年与爱国同学一起参加了反对日本制造的济南“五三惨案”学生运动，并加入了中国共产主义青年团外围组织“大地社”。三年级开始在附近的私立五卅中学兼数学课，半工半读解决学费和生活费。1931年7月毕业后任中央大学附属实验中学数理化教员。积极参加了“九一八”事变后的抗日救亡学生运动。1932年1月被迫离开南京到合肥第六女子中学任教，1932年秋经顾衡（中央大学同班同学，1935年牺牲）介绍加入中国共产党，担负地下交通联络工作，同时组织进步女中学生成立“朝曦读书会”，在学生中发展地下党员（如李静一等），宣传抗日爱国民主思想。“朝曦读书会”大部分成员后来赴延安参加革命。1934年7月在梧州的广西大学物理系任讲师。1935年10月在合肥庐州女中任教。
1937年2月任重庆大学数理系任讲师，1939年任教授，1946年任物理系主任。并在中央大学、复旦大学、兵工学校大学部、重庆女子师范学院等校兼课。讲授了：微积分、微分方程、高等微积分，普通物理、电磁学、理论力学、电动力学、光学、无线电原理等十几门课程。经他亲自授课的学生近3000人。1939年在中共中央南方局书记周恩来的领导下及重庆《新华日报》社社长潘梓年的指导下，为团结科技教育界进步知识分子，参与发起成立“自然科学座谈会”（非公开的进步组织），每两周开会一次，从1939年到1946年春，很少间断；开会的主要内容是学习和讨论《新华日报》上的重要社论与文件，研究有关工作，经常应邀到化龙桥红岩村《新华日报》社和八路军办事处参加纪念会、联欢会、座谈会及报告会等，听周恩来传达毛泽东《论持久战》的报告。1940年春开始，自然科学座谈会的五位教授（包括谢立惠）负责编辑了《新华日报》的“自然科学副刊”，普及科学知识，宣传抗日救国主张。谢立惠还为《新华日报》修理收音机与收发报机，并将收音机改装成收音与收报两用机，为当时南方局与延安中央的通讯联系做出了贡献。1943年12月，作为“自然科学座谈会”七位代表之一应邀参加了周恩来为梁希教授60寿辰举行的宴会。1944年底“自然科学座谈会”决定并入“民主科学座谈会”，不久该组织改名为“民主科学社”。根据周恩来的建议，参与“民主科学社”发起成立了“中国科学工作者协会”（简称“中国科协”），1945年7月1日在重庆沙坪坝成立时，第一届理事长竺可桢，监事长李四光，总干事涂长望，谢立惠是组织干事，负责联络会员及组织会议等工作。1945年毛泽东到重庆国共谈判期间，接见了“民主科学社”包括谢立惠的部分成员。不久，董必武与王若飞又接见了包括谢立惠在内的“民主科学社”部分成员及其他10余人，着重讲明毛泽东来重庆谈判的重大意义。1949年5月，“中国科学社”、“中国自然科学社”、“中国科学工作者协会”和“东北自然科学研究会”联合倡议召开全国自然科学工作者代表会议，以团长身份率西南科学工作者代表团出席了会议。1950年8月成立中华全国自然科学专门学会联合会（简称“全国科联”）当选为全国科联委员及中华全国科学技术普及协会（简称“全国科普”）。1958年，“全国科联”与“全国科普”联合召开了第一次全国代表大会，正式成立“中国科学技术协会”（今中国科协），谢立惠当选为中国科协全国委员会委员，并是四川省科协的主要负责人之一。1956年以团长身份率四川省代表团出席全国职工科学技术普及工作积极分子大会。
参与发起并于1946年5月4日成立的九三学社。1946年10月，九三学社重庆分社成立，谢立惠被推选为15位理事之一，以重庆分社负责人的身份与其他民主团体联合，发表声明或宣言反对“国大”召开，反对美军暴行，支持爱国学生的正义行动等。1950年九三学社调整中央领导机构，谢立惠为九三学社中央理事会15位理事之一，负责重庆分社的恢复重建工作，后任重庆分社副主任委员。
1944年至1946年，经重庆地下党负责人同意，兼任国民政府军令部军事技术室无线电组研究员，参与研制中国第一台雷达“雷达1”，负责总体设计，提出了电离层面积大，不怕电波绕射，可用短波，而飞机较小，要用米波以下的电波，才能从飞机表面反射回来，脉冲宽度要窄，发射功率要大，接收机灵敏度要高的方案。根据当时条件先试制三米波雏型雷达，取得了一定的进展。1946年该室迁南京，他以不参加国民党等三项条件为前提，未获同意而不去南京，且由于当时设备条件的限制，雷达工作试制没有完成。《谢立惠传略》：“根据当时条件，先决定试制三米波的雏型雷达。在研制过程中，由于缺乏必要的元器件与研制设备，该技术室又于1946年春迁往南京”。
1950年10月，中央人民政府教育部批复同意西南军政委员会文教部决定将原国立女子师范学院与四川省立教育学院合并更名为西南师范学院。1951年5月，西南军政委员会文教部决定从重庆大学调谢立惠任西南师范学院第一届院务委员会副主任委员（缺主任委员）主持全院工作。1952年11月由中央人民政府任命为西南师范学院首任院长。1954年任副院长。1956年定为二级教授。1958年出任中华人民共和国第一所电子信息学科高等学府成都电讯工程学院（1988年更名为电子科技大学]）院长，主管教学工作，深入各系、所进行调查研究，强调加强基础理论和实践能力的培养，始终狠抓基础课和实验课的教学质量，鼓励教师实行启发式教学，积极组织和推动教学改革，促进良好校风的形成。1978年任副院长，1983年任院长顾问，定为一级教授。
社会职务有成都市人大常委会副主任、成都市政协副主席、九三学社中央常委，九三学社中央参议委员会副主任，九三学社四川分社副主委，九三学社成都分社主委；中国科协常委、1980年当选四川省科协主席，1986年当选为四川省科协名誉主席；四川省物理学会理事长，中国电子学会理事、中国电子学会教育工作委员会副主任；四川省自然辩证法研究会理事长等。1982年中国物理学会颁发在物理教学及科研方面辛勤工作50年荣誉证书；1986年四川省人民政府授予从事科技工作50年荣誉证书。
1987年4月谢立惠从教56周年暨80寿辰时，四川省科协送给他对联题词：
科坛兴协会寰宇率先飞贤士

学者探雷达神州电子立新篇
九三学社成都分社送横幅题诗：
民主斗士，科学初倡；忧国忧民，不馁恶伤。

教坛巨擘，业精技良；诲而不倦，桃李芬芳。

建社元勋，统战益扬；默然应命，有功却藏。

耄耋愈壮，耕耘如常；松鹤遐龄，为颂为皇。
1988年国防科工委因其从事国防科技工业30年，授予“献身国防科技事业荣誉证书”。1990年国务院为表彰其为中国高等教育事业的突出贡献，首批批准享受政府特殊津贴。